# 1. FK Příbram
1. FK Příbram je češki nogometni klub iz grada Příbrama. Trenutačno se natječe u prvoj češkoj nogometnoj ligi.

## Povijesni nazivi
- 1996. – 1998.: FC Dukla
- 1998. – 2000.: FC Dukla Příbram
- 2000. – 2008.: FK Marila Příbram
- 2008. – trenutno : 1. FK Příbram

## Poznati bivši igrači
- Martin Hašek
- Marek Kulič
- Rudolf Otepka
- Horst Siegl
- Luděk Stracený
- Alexandre Mendy
- Abdulaziz Al Masha'an
- Marius Papšys
- Róbert Jež
- Claude Videgla

## Vanjske poveznice
- (češ.) Službene klupske stranice